# Rivière aux Feuilles
Der Rivière aux Feuilles (englisch Leaf River; Inuktitut: Kuugaaluk („der große Fluss“) oder Itinniq („wo es Springfluten gibt“)) ist ein ca. 355 km langer Fluss im nördlichen Québec in Kanada.

## Flusslauf
Der Flusslauf befindet sich an der nördlichen Baumgrenze. Der Rivière aux Feuilles fließt vom See Lac Minto nordostwärts durch die Ungava-Halbinsel zur Leaf Bay, eine Bucht der Ungava Bay. Dabei legt er eine Distanz von etwa 355 km zurück. An seiner Mündung in die Leaf Bay befindet sich die Inuit-Gemeinde von Tasiujaq. Das Ästuar des Rivière aux Feuilles ist bekannt für seinen Tidenhub von 18 m, einem der höchsten weltweit.

## Kanu-Touren
Es ist möglich, den Fluss über seine gesamte Länge per Kanu (mit Vorsicht) zu befahren, ohne dass Teilstücke umgangen werden müssen. An seinem Lauf liegen keine unbefahrbaren Wasserfälle oder Wildwasserabschnitte. Die Fließlänge gemessen von der Charpentier Bay bis nach Tasiujaq beträgt 320 km.  
Die eisfreie Periode des Rivière aux Feuilles ist kurz und beträgt lediglich 60 Tage. Dies impliziert eine niedrige durchschnittliche Tagestemperatur im Sommer (etwa 10 °C) typischerweise in Verbindung mit Regen (oder Schnee) und Wind. Diese Witterung begünstigt Hypothermie.
Die nach dem Fluss benannte Barrenground-Karibu-Herde ist mit etwa 500.000 Individuen eine der größten der Welt.

## Zuflüsse
Bedeutende Zuflüsse des Rivière aux Feuilles sind:
- Rivière Charpentier
- Rivière Nedlouc
- Rivière Descareaux
- Rivière Daunais
- Rivière La Goudalie
- Rivière Vizien
- Rivière Brissard
- Rivière Qijuttuuk
- Rivière Cohade
- Rivière Tuktu
- Ruisseau Dufreboy
- Rivière Viennaux
- Rivière Papijjusaq
- Rivière Péladeau
- Rivière Fanfan

## Mündungsbucht
Die 75 km lange Mündungsbucht des Rivière aux Feuilles, auch als Lac aux Feuilles bezeichnet, weist einen sehr großen Tidenhub auf. Sie öffnet sich im Osten über die Leaf Bay zur Ungava Bay. An der Südküste der Bucht liegen mehrere Flussmündungen: Rivière Bérard, Rivière Deharveng, Rivière Compeau, Rivière Conefroy und Rivière Curot.

## Hydrometrie
Oberhalb der Einmündung des Ruisseau Dufreboy bei Flusskilometer 100 befindet sich der Abflusspegel 03JB004 (⊙). Der gemessene mittlere Abfluss (MQ) an dieser Stelle beträgt 387 m³/s. Das zugehörige Einzugsgebiet beträgt 33.900 km².
Im folgenden Schaubild werden die mittleren monatlichen Abflüsse des Rivière aux Feuilles am Pegel 03JB004 für die Messzeiträume 1987–1993 und 2012–2021 in m³/s dargestellt.

## Geschichte
Seit spätestens Ende des 19. Jahrhunderts ist der Fluss unter dem englischen Namen Leaf River bekannt. Der Name leitet sich möglicherweise von der Vegetation (Arktische Weide und Birke) am Flusslauf ab. Die Hudson’s Bay Company ließ in der Region Lachse und Schweinswale jagen und errichtete einen Handelsposten an der Mündung des Flusses um das Jahr 1905.  Anfang des 20. Jahrhunderts erhielt der Fluss den französischen Namen Rivière des Feuilles, welcher 1925 umgewandelt wurde zu Rivière aux Feuilles.
Entdecker:

1898 – Albert Peter Low

1912 – Robert J. Flaherty

1976 – Bob Davis